# Araneus borealis
Araneus borealis är en spindelart som beskrevs av Akio Tanikawa 200. Araneus borealis ingår i släktet Araneus och familjen hjulspindlar. Inga underarter finns listade i Catalogue of Life.